# Paris–Roubaix Femmes 2025
Paris–Roubaix Femmes 2025 war die 5. Austragung dieses Straßenrennens für Frauen. Das Rennen fand am 12. April statt, einen Tag vor dem entsprechenden Rennen für Männer, und war Teil der UCI Women’s WorldTour 2025.

## Teilnehmende Mannschaften
| UCI Women's WorldTeams (14)- FDJ-Suez - Lidl-Trek - Movistar Team - Canyon//SRAM zondacrypto - AG Insurance-Soudal Team - Team Visma \| Lease a Bike - Team SD Worx-Protime - Ceratizit Pro Cycling Team - Fenix-Deceuninck - Human Powered Health - Liv AlUla Jayco - Team Picnic PostNL - UAE Team ADQ - Uno-X Mobility UCI Women's ProTeams (6)- Winspace Orange Seal - Arkéa-B&B Hotels Women - Cofidis Women Team - EF Education-Oatly - St Michel-Preference Home-Auber93 - VolkerWessels Women's Pro Cycling Team UCI Women's Continental Teams (3)- DD Group Pro Cycling - Lotto Ladies - Team Coop-Repsol |
| |

## Streckenführung
Die Strecke war identisch zu der des Vorjahres. Das Rennen begann in Denain, die Kopfstein-Sektoren bei Kilometer 66 ausgangs von Hornaing. Ab dort war der Parcours auch identisch zu dem des Männer-Rennens. Die Gesamtlänge der Kopfstein-Sektoren betrug 29,2 km.
| Nr | Name                         | km vom Ziel | Länge (km) | Sterne |
| -- | ---------------------------- | ----------- | ---------- | ------ |
| 17 | Hornaing – Wandignies-Hamage | 82,5        | 3,7        | ★★★★   |
| 16 | Warlaing à Brillon           | 75,0        | 2,4        | ★★★    |
| 15 | Tilloy – Sars-et-Rosières    | 71,6        | 2,4        | ★★★★   |
| 14 | Beuvry-la-Forêt–Orchies      | 65,2        | 1,4        | ★★★    |
| 13 | Orchies                      | 60,2        | 1,7        | ★★★    |
| 12 | Auchy-lez-Orchies – Bersée   | 54,1        | 2,7        | ★★★★   |
| 11 | Mons-en-Pévèle               | 48,6        | 3,0        | ★★★★★  |
| 10 | Mérignies à Avelin           | 42,6        | 0,7        | ★★     |
| 9  | Pont-Thibaut à Ennevelin     | 39,2        | 1,4        | ★★★    |
| 8  | L'Épinette                   | 33,8        | 0,2        | ★      |
| 8  | Moulin-de-Vertain            | 33,3        | 0,5        | ★★     |
| 7  | Cysoing à Bourghelles        | 26,9        | 1,3        | ★★★    |
| 6  | Bourghelles à Wannehain      | 24,4        | 1,1        | ★★★    |
| 5  | Camphin-en-Pévèle            | 19,9        | 1,8        | ★★★★   |
| 4  | Carrefour de l’Arbre         | 17,2        | 2,1        | ★★★★★  |
| 3  | Gruson                       | 14,9        | 1,1        | ★★     |
| 2  | Willems à Hem                | 8,2         | 1,4        | ★★     |
| 1  | Espace Charles Crupelandt    | 1,4         | 0,3        | ★      |

## Rennverlauf und Ergebnis
Das Rennen fand bei warmen, fast sommerlichen Wetterbedingungen statt. Es herrschte starker Wind, der vor allem im Finale von hinten kam. Außer Elisa Longo Borghini, die sich während der Flandern-Rundfahrt verletzt hatte, standen die bisherigen Siegerinnen alle am Start. Pauline Ferrand-Prévot, die MTB-Olympiasiegerin 2024, trat trotz Erkrankung im Vorfeld an; allgemein wurde erwartet, dass sie Marianne Vos unterstützen solle, ihre Teamkameradin bei Visma-Lease a Bike.
Die beiden frühen Ausreißerinnen Quinty Ton und Aurela Nerlo trafen mit drei Minuten Vorsprung auf den ersten Kopfsteinsektoren ein. Bald darauf ging die mehrfache Zeitfahr-Weltmeisterin Ellen van Dijk vom Team Lidl-Trek in die Offensive und überholte die beiden Führenden bei Orchies; allerdings betrug ihr Vorsprung nur eine halbe Minute. Eingangs des Sektors von Auchy nach Bersée kam Linda Riedmann zu Fall, wodurch sich das Verfolgerfeld spaltete. Lotte Kopecky und Lorena Wiebes von SD Worx-Protime nutzten die Gelegenheit für eine Attacke und holten ihrerseits van Dijk ein. Doch auch Marianne Vos konnte die Lücke überbrücken und neutralisierte so diese Gruppe, die in der Folge um Chloé Dygert, Alison Jackson, Jelena Erić und Romy Kasper anwuchs. Zwei weitere Beschleunigungen Kopeckys wurden wiederum durch Vos beantwortet, so dass eine größere Gruppe Fahrerinnen, darunter Ferrand-Prévot, wieder zur Spitze aufschließen konnten.
Ausgangs des Sektors von Templeuve attackierte mit Emma Norsgaard erneut eine Fahrerin von Lidl-Trek; eingangs von Bourghelles ging Ferrand-Prévot auf einer kurzen Steigung in die Gegenoffensive und holte Norsgaard alsbald ein. Die Fahrerinnen von Visma und Lidl-Trek blockierten nun die Verfolgung, während Kopecky und Wiebes von SD Worx ihre Kräfte weitgehend erschöpft hatten. Auf dem Sektor von Camphin ließ Ferrand-Prévot ihre Konkurrentin hinter sich, die zum Verfolgerfeld zurückfiel. Ferrand-Prévots Vorsprung betrug bald eine Minute, womit das Rennen entschieden war; ihr Sieg war der erste einer französischen Fahrerin in der Geschichte des Rennens. Auf dem letzten Kilometer attackierte Letizia Borghesi aus dem Verfolgerfeld und konnte sich den zweiten Platz sichern; den Sprint um den dritten gewann Wiebes vor Vos.
| \| Gesamtwertung \| Gesamtwertung \| Gesamtwertung \| Gesamtwertung \| Gesamtwertung \| \| Fahrerin \| Fahrerin \| Land \| Team \| Zeit \| \| ------------- \| ------------------------- \| ------------------ \| -------------------------- \| --------------- \| \| 1. \| Pauline Ferrand-Prévot \| Frankreich \| Team Visma \\| Lease a Bike \| 3 h 40 min 07 s \| \| 2. \| Letizia Borghesi \| Italien \| EF Education-Oatly \| + 58 s \| \| 3. \| Lorena Wiebes \| Niederlande \| SD Worx-Protime \| + 1 min 01 s \| \| 4. \| Marianne Vos \| Niederlande \| Team Visma \\| Lease a Bike \| + 1 min 01 s \| \| 5. \| Alison Jackson \| Kanada \| EF Education-Oatly \| + 1 min 01 s \| \| 6. \| Maria Giulia Confalonieri \| Italien \| Uno-X Mobility \| + 1 min 01 s \| \| 7. \| Elise Chabbey \| Schweiz \| FDJ-Suez \| + 1 min 04 s \| \| 8. \| Chloé Dygert \| Vereinigte Staaten \| Canyon//SRAM zondacrypto \| + 1 min 06 s \| \| 9. \| Elisa Balsamo \| Italien \| Lidl-Trek \| + 1 min 21 s \| \| 10. \| Chiara Consonni \| Italien \| Canyon//SRAM zondacrypto \| + 1 min 21 s \| |                           |                    |                            |                 |
| |                           |                    |                            |                 |
| Quelle: ProCyclingStats |                           |                    |                            |                 |
| Gesamtwertung |                           |                    |                            |                 |
| Fahrerin | Fahrerin                  | Land               | Team                       | Zeit            |
| 1. | Pauline Ferrand-Prévot    | Frankreich         | Team Visma \| Lease a Bike | 3 h 40 min 07 s |
| 2. | Letizia Borghesi          | Italien            | EF Education-Oatly         | + 58 s          |
| 3. | Lorena Wiebes             | Niederlande        | SD Worx-Protime            | + 1 min 01 s    |
| 4. | Marianne Vos              | Niederlande        | Team Visma \| Lease a Bike | + 1 min 01 s    |
| 5. | Alison Jackson            | Kanada             | EF Education-Oatly         | + 1 min 01 s    |
| 6. | Maria Giulia Confalonieri | Italien            | Uno-X Mobility             | + 1 min 01 s    |
| 7. | Elise Chabbey             | Schweiz            | FDJ-Suez                   | + 1 min 04 s    |
| 8. | Chloé Dygert              | Vereinigte Staaten | Canyon//SRAM zondacrypto   | + 1 min 06 s    |
| 9. | Elisa Balsamo             | Italien            | Lidl-Trek                  | + 1 min 21 s    |
| 10. | Chiara Consonni           | Italien            | Canyon//SRAM zondacrypto   | + 1 min 21 s    |